# Ministério das Finanças (Angola)
| Ministério das Finanças                                                                |                         |
| Edifício do MINFIN, Rua Amílcar Cabral, Largo da Mutamba, Luanda, LU www.minfin.gov.ao |                         |
| Criação                                                                                | março de 1976 (49 anos) |
| Atual ministro                                                                         | Vera Daves              |

O Ministério das Finanças (MINFIN) é um órgão do Governo da República de Angola que, em sua estrutura administrativa, cuida da formulação e execução da política financeira do Estado, da administração fazendária do Estado, da contabilidade pública e da fiscalização, controle e administração superior da estrutura fiscal nacional. Sua autoridade superior é o Ministro das Finanças.

## Histórico
A estrutura-base do MINFIN vêm da "Direcção dos Serviços de Fazenda e Contabilidade", criada em 3 de outubro de 1901, sediada em Luanda, e vinculada aos ministérios das Finanças e do Ultramar.
No Acordo do Alvor foi estabelecido o Conselho Presidencial do Governo de Transição. Foi criada a pasta do Ministério do Planeamento e Finanças em 15 de janeiro de 1975, liderada pelo ministro Saíde Mingas. Em agosto do mesmo ano as funções ministeriais foram suspensas e retornaram para a estrutura da Direcção dos Serviços de Fazenda e Contabilidade. A independência de Angola, em novembro do mesmo ano, expôs a fragilidade económico-financeira a qual passava o novo país. Após um curto e cauteloso período de transição, a Direcção dos Serviços de Fazenda e Contabilidade foi convertida em Ministério das Finanças em março de 1976.
Em 1995 o Ministério das Finanças foi transformado em Ministério da Economia e Finanças, absorvendo algumas funções que até então estavam sob alçada do Ministério do Planeamento. No ano seguinte retornou a sua antiga designação, com as funções de formulação econômica retornando ao seu ministério original.
A atual Ministra das Finanças é Vera Daves.

### Lista de ministros
| Ministro                                 | Início                | Fim                   |
| ---------------------------------------- | --------------------- | --------------------- |
| Avelino Saíde Vieira Dias Mingas         | Março de 1976         | Maio de 1977          |
| Ismael Gaspar Martins                    | Agosto de 1977        | Agosto de 1982        |
| Augusto Teixeira Jorge de Matos          | Agosto de 1982        | Junho de 1990         |
| Aguinaldo Jaime Ferreira                 | Junho de 1990         | Abril de 1992         |
| Mário Jorge de Alcântara Monteiro        | Abril de 1992         | Dezembro de 1992      |
| Salomão José Luheto Xirimbimbi           | Dezembro de 1992      | Fevereiro de 1993     |
| Emanuel Moreira Carneiro                 | Fevereiro de 1993     | Março de 1994         |
| Álvaro Arnaldo Craveiro                  | Março de 1994         | Maio de 1995          |
| Augusto da Silva Tomás                   | Maio de 1995          | Março de 1996         |
| Mário Jorge de Alcântara Monteiro        | Março de 1996         | Junho de 1999         |
| Joaquim Duarte da Costa David            | Junho de 1999         | Outubro de 2000       |
| Júlio Marcelino Vieira Bessa             | Outubro de 2000       | Dezembro de 2002      |
| José Pedro de Morais                     | Dezembro de 2002      | Outubro de 2008       |
| Eduardo Leopoldo Severin de Morais       | Outubro de 2008       | Fevereiro de 2010     |
| Carlos Alberto Lopes                     | Fevereiro de 2010     | Maio de 2013          |
| Armando Manuel                           | Maio de 2013          | 5 de setembro de 2016 |
| Augusto Archer de Sousa Mangueira        | 5 de setembro de 2016 | 9 de outubro de 2019  |
| Vera Esperança dos Santos Daves de Sousa | 9 de outubro de 2019  | presente              |